# Noia
Noia (tiếng Tây Ban Nha, tiếng Galician) là một đô thị của Tây Ban Nha ở tỉnh A Coruña trong cộng đồng tự trị của Galicia. Dân số khoảng 15.000.
42°47′B 8°53′T / 42,783°B 8,883°T